# Eingleisigkeit
Eingleisigkeit und Zweigleisigkeit sind umgangssprachliche Begriffe, die einen Aspekt des deutschen Kommunalrechts beschreiben.
Eingleisigkeit bedeutet, dass ein direkt vom Volk gewählter Vorsteher einer Kommune (z. B. Bürgermeister) sowohl als ihr politischer Repräsentant als auch als hauptamtlicher Chef ihrer Verwaltung fungiert.
Das Modell der Zweigleisigkeit hingegen sieht vor, dass das jeweilige kommunale Vertretungsorgan (z. B. Rat der Stadt) einen ehrenamtlich tätigen, politischen Repräsentanten (z. B. Bürgermeister) wählt und darüber hinaus einen hauptamtlichen Wahlbeamten als Verwaltungsspitze (Hauptverwaltungsbeamter, z. B. Oberstadtdirektor) ernennt. Die Zweigleisigkeit ist Teil der Norddeutschen Ratsverfassung und entstammt der britischen Rechtstradition. Sie wurde in Deutschland nach 1945 in Ländern praktiziert, die zur britischen Besatzungszone gehörten.
Die Zweigleisigkeit wurde inzwischen in allen deutschen Bundesländern durch die Eingleisigkeit ersetzt, zuletzt 1996 in Niedersachsen.